# Eurocoelotes microlepidus
Eurocoelotes microlepidus is een spinnensoort in de taxonomische indeling van de nachtkaardespinnen (Amaurobiidae).
Het dier behoort tot het geslacht Eurocoelotes. De wetenschappelijke naam van de soort werd voor het eerst geldig gepubliceerd in 1973 door de Blauwe.